# Epictia vonmayi
Epictia vonmayi — вид змій родини струнких сліпунів (Leptotyphlopidae). Ендемік Перу.

## Поширення і екологія
Epictia vonmayi відомі з типової місцевості, розташованої в районі Керокото в провінції Чота в регіоні Кахамарка на півночі Перу, на висоті 2069 м над рівнем моря. Вони живуть в гірських чагарниках і на полях.